# Diceia
Diceia, na mitologia grega, era uma das  é uma das horas, filhas de Zeus e de Têmis, deusas guardiãs da ordem natural, do ciclo anual de crescimento da vegetação e das estações climáticas anuais.
Diceia era uma deusa menor da justiça.